# Viols durant l'occupation du Japon
Les viols durant l'occupation du Japon sont des viols de guerre ou viols commis durant l'occupation militaire du Japon par les Alliés de la Seconde Guerre mondiale. Les troupes alliées se rendent coupables de beaucoup de viols au cours de la bataille d'Okinawa durant les derniers mois de la Guerre du Pacifique et pendant l'occupation du Japon subséquente. Les puissances alliées contrôlent le Japon jusqu'en 1952 mais la préfecture d'Okinawa reste sous gouvernement américain pendant encore deux décennies.

## Contexte
En 1945, les troupes américaines pénètrent et occupent le territoire habité par des civils japonais. Le 16 février 1945, les troupes américaines débarquent sur Iwo Jima et le 1er avril 1945 sur Okinawa. En août 1945, le Japon capitule et les troupes alliées d'occupation débarquent sur les îles principales, commençant ainsi l'occupation formelle du Japon. L'occupation alliée prend fin dans la plus grande partie du Japon le 28 avril 1952 mais se poursuit à Okinawa jusqu'au 15 mai 1972 lorsque les termes du Traité de San Francisco de 1951 entrent en vigueur.
Pendant la guerre du Pacifique, le gouvernement japonais fait souvent usage de propagande affirmant que si le pays était défait, les Japonaises seraient violées et assassinées par les soldats alliés. Le gouvernement utilise cette affirmation pour justifier les ordres donnés aux soldats et aux civils dans les zones envahies par les forces alliées de combattre jusqu'à la mort ou de se suicider.

## Bataille d'Okinawa
Selon Calvin Sims du New York Times : « On a beaucoup écrit et débattu sur les atrocités que les habitants d'Okinawa ont souffert aux mains tant des Américains que des Japonais au cours de l'une des batailles les plus meurtrières de la guerre. Plus de 200 000 soldats et civils, dont un tiers de la population d'Okinawa, ont été tués ».

### Viols présumés de l'armée américaine
Il n'y a aucune preuve documentée que le viol de masse a été commis par les troupes alliées durant la Guerre du Pacifique. Il existe cependant de nombreux témoignages crédibles qui prétendent qu'un grand nombre de viols ont été commis par les forces américaines au cours de la bataille d'Okinawa en 1945.
L'historien okinawais Oshiro Masayasu (ancien directeur des archives historiques de la préfecture d'Okinawa) écrit :

« Peu de temps après que les Marines américains ont débarqué, toutes les femmes d'un village de la péninsule de Motobu sont tombées aux mains des soldats américains. À l'époque, il n'y avait que des femmes, des enfants et des personnes âgées dans le village car tous les jeunes hommes avaient été mobilisés pour la guerre. Peu après le débarquement, les Marines ont « vadrouillé » tout le village mais n'ont trouvé aucun signe de présence de forces japonaises. Profitant de la situation, ils ont commencé « la chasse aux femmes » en plein jour et celles qui se cachaient dans le village ou à proximité des abris antiaériens ont été traînées dehors l'une après l'autre. »

Selon Toshiyuki Tanaka, 76 cas de viol ou de viol suivis d'assassinat ont été signalés pendant les cinq premières années de l'occupation américaine d'Okinawa. Il affirme cependant que cela n'est probablement pas le chiffre exact car la plupart des cas n'ont pas été signalés.
Peter Schrijvers note qu'il est remarquable qu'une apparence asiatique suffisait pour être en danger de viol par des soldats américains, comme il est par exemple arrivé à certaines femmes de réconfort coréennes que les Japonais avaient amenées de force sur l'île. Schrijvers écrit que « beaucoup de femmes » ont été sauvagement violées « sans la moindre pitié ».

« Au cours d'une marche en direction du sud, les hommes du 4e régiment de Marines dépassent un groupe d'environ 10 soldats américains réunis en un étroit cercle sur le côté de la route. Ils étaient « très animés » note un caporal qui suppose qu'ils jouent à un jeu. « Alors que nous les dépassions », dit le marin choqué, je pouvais voir qu'ils se relayaient pour violer une femme orientale. J'étais furieux mais notre groupe a poursuivi sa marche « comme si rien d'inhabituel ne se passait ». »

Selon des entretiens conduits par le New York Times et publiés dans ses colonnes en 2000, plusieurs personnes âgées d'un village d'Okinawa ont avoué qu'après que les États-Unis ont remporté la bataille d'Okinawa, trois marines armés ont continué à venir au village chaque semaine pour forcer les villageois à rassembler toutes les femmes de la région qui étaient ensuite emmenées dans les collines et violées. L'article approfondit la question et affirme que le récit des villageois — vrai ou non — fait partie d'un « sombre secret longtemps gardé » dont le dénouement a « recentré l'attention sur ce que les historiens disent être l'un des crimes les plus largement ignorés de la guerre » : « le viol généralisé des femmes d'Okinawa par les militaires américains »(Sims 2000). Bien que les rapports japonais de viol ont été largement ignorés à l'époque, les estimations des universitaires avancent que plus de 10 000 femmes d'Okinawa peuvent avoir été violées. Il a été affirmé que le viol était si répandu que la plupart des habitants d'Okinawa de plus de 65 ans autour de l'an 2000, soit connaissaient, soit avaient entendu parler d'une femme qui avait été violée au lendemain de la guerre. Les responsables militaires ont nié les viols de masse et tous les anciens combattants survivants ont refusé les demandes d'entrevue du New York Times.
Professeur d'études est-asiatiques et expert d'Okinawa, Steve Rabson dit : « J'ai lu de nombreux récits de ces viols dans les journaux et livres d'Okinawa mais peu de gens sont informés à leur sujet ou sont prêts à en parler ». Livres, journaux, articles et autres documents font référence à des viols par les soldats américains de diverses races et origines. Samuel Saxton, capitaine à la retraite, a expliqué que les anciens combattants et témoins américains ont peut-être cru : « Il serait injuste que le public ait l'impression que nous étions tous un tas de violeurs après que nous avons travaillé si dur pour servir notre pays ». Masaie Ishihara, professeur de sociologie, soutient : « Il y a beaucoup d'amnésie historique à ce sujet, beaucoup de gens ne veulent pas reconnaître ce qui est vraiment arrivé ».
Une explication donnée pour expliquer pourquoi l'armée américaine n'a aucun document sur des viols est que peu de femmes d'Okinawa — et peut-être même aucune — n'ont signalé de maltraitance, la plupart du temps par crainte et honte. Les historiens soupçonnent que celles qui les ont signalées ont été ignorées par la police militaire des États-Unis. Par ailleurs, aucun effort à grande échelle pour déterminer l'ampleur de ces crimes n'a jamais été mené. Plus de cinq décennies après la fin de la guerre, les femmes supposées avoir été violées ont toujours refusé de faire une déclaration publique, les amis, les historiens locaux et les professeurs d'université qui leur ont parlé disant qu'elles préféraient ne pas en discuter publiquement. Selon un porte-parole de la police okinawaise de Nago : « les victimes ressentent trop de honte à le rendre public ».
Dans son livre Tennozan: The Battle of Okinawa and the Atomic Bomb, George Feifer note qu'en 1946 moins de 10 cas de viol à Okinawa sont rapportés. Il explique que c'est « en partie à cause de la honte et du déshonneur, en partie parce que les Américains étaient vainqueurs et occupants ». Feifer affirme : « En tout, il y a probablement eu des milliers d'incidents mais le silence des victimes a fait de ces viols un autre sale secret de la campagne ». Beaucoup se sont demandé pourquoi le sujet n'est jamais revenu à la lumière après les naissances inévitables de bébés américano/okawanais que de nombreuses femmes doivent avoir eus. Dans les entrevues, les historiens et les anciens d'Okinawa disent que certaines femmes violées d'Okinawa ont donné naissance à des enfants issus de deux races, mais que beaucoup d'entre eux ont été immédiatement tués ou abandonnés par honte, dégoût ou terrible traumatisme. Le plus souvent cependant, les victimes de viol ont subi des avortements brutaux avec l'aide de sages-femmes des villages.
Selon George Feifer, la majorité des probables milliers de viols ont été commis dans le nord où la campagne était plus facile et les troupes américaines n'étaient pas aussi épuisées que dans le sud. Selon Feifer, ce sont surtout les troupes débarquées en vue d'occuper le terrain qui ont commis les viols.

#### Silence à propos des viols
Presque toutes les victimes de viols ont gardé le silence sur ce qui leur était arrivé, ce qui a contribué à maintenir les viols comme un « sale petit secret » de la campagne d'Okinawa. Les principales raisons pour expliquer le silence des femmes et le faible nombre de viols signalés sont, selon George Feifer, la position des Américains comme vainqueurs et occupants et les sentiments de honte et de déshonneur. Selon Feifer, alors qu'il y a probablement eu des milliers de viols, moins de 10 cas ont été officiellement signalés en 1946 et la quasi-totalité d'entre eux ont été assimilés à des « lésions corporelles graves ».
Plusieurs facteurs ont contribué à ce que seules quelques grossesses révélatrices de viol par des Américains sont venues à terme ; la plupart des femmes étaient devenues temporairement infertiles à cause du stress et d'une mauvaise alimentation et beaucoup de celles tombées enceintes ont réussi à avorter avant que leurs maris ne reviennent.

### Viols présumés de l'armée japonaise
Thomas Huber du United States Army Combined Arms Center (en) a écrit que des soldats japonais ont également maltraité des civils lors de la bataille d'Okinawa. Selon Huber, les viols ont été commis « librement » par les soldats japonais qui savaient qu'ils avaient peu de chance de survivre en raison des interdictions de l'armée contre la reddition. Ces abus ont contribué à une fracture après-guerre entre les habitants d'Okinawa et les Japonais des quatre îles principales de l'archipel.

### Politique officielle américaine et attentes des civils japonais
Ayant toujours été une nation distincte jusqu'en 1879, la langue et la culture d'Okinawa diffèrent à bien des égards de celles de la partie continentale du Japon où les Okinawaiens étaient souvent victimes de discrimination et traités de la même manière que les Chinois et les Coréens.
En 1944, les lourds bombardements aériens américains de Naha ont fait 1 000 morts et 50,000 sans-abri et réfugiés dans des grottes, et les bombardements navals ont ajouté au nombre de morts. Au cours de la bataille d'Okinawa entre 40,000 et 150,000 habitants ont été tués. Les survivants ont été placés dans des camps d'internement par les Américains.
Au cours des combats, certaines troupes japonaises ont maltraité des civils d'Okinawa, s'emparant par exemple des grottes où ils s'abritaient et les forçant à en sortir et en tuant certains directement que les soldats soupçonnaient d'être des espions américains. Au cours des derniers mois de combats acharnés, ils étaient aussi incapables de fournir nourriture et médicaments à la population d'Okinawa.
La propagande japonaise relative aux atrocités commises par les Américains a conduit de nombreux civils d'Okinawa à croire que lorsque les Américains arriveraient, ils violeraient toutes les femmes et les tueraient. Au moins 700 civils se sont suicidés. Des soldats américains ont parfois tué délibérément des civils d'Okinawa[réf. nécessaire] bien que cela était contraire à la politique officielle américaine. Les Américains ont également fourni nourriture et médicaments, ce que les Japonais étaient dans l'incapacité de faire. Compte tenu de la propagande affirmant que la politique américaine serait le viol, la torture et l'assassinat, les habitants d'Okinawa étaient souvent surpris de ce « traitement relativement humain »,. Au fil du temps, les habitants d'Okinawa deviendront de plus en plus déçus des Américains mais au moment de la reddition, les soldats américains étaient moins brutaux que prévu.

## Après-guerre

### Craintes du public et « Association pour les loisirs et l'amusement»
Dans la période suivant l'annonce par l'empereur Hirohito que le Japon se rendrait, de nombreux civils japonais craignaient que les troupes alliées d'occupation violent les Japonaises quand elles arriveraient. Ces craintes étaient, pour une grande partie, motivées par la crainte que les troupes alliées aient un comportement semblable à celui des forces d'occupation japonaises en Chine et dans le Pacifique,. Le gouvernement japonais et les gouvernements de plusieurs préfectures ont émis des avertissements recommandant que les femmes prennent des mesures pour éviter tout contact avec les troupes d'occupation, comme de rester chez elles et de n'être en compagnie que d'hommes japonais. La police de la préfecture de Kanagawa où était attendu le débarquement des Américains, a recommandé que les jeunes femmes et les filles évacuent la zone. Plusieurs autorités préfectorales ont également suggéré que les femmes se tuent si elles étaient menacées de viol ou l'avaient été et ont appelé à « l'éducation morale et spirituelle » pour faire respecter cette directive.
En réponse, le gouvernement japonais a créé l'« Association pour les loisirs et l'amusement » (RAA), bordels militaires destinés aux troupes alliées lors de leur arrivée, bien que la plupart des prostituées professionnelles n'étaient pas disposées à avoir des relations sexuelles avec les Américains en raison de l'impact de la propagande de guerre. Certaines des femmes qui se sont portées volontaires pour travailler dans ces bordels ont affirmé qu'elles l'ont fait car elles estimaient qu'elles avaient le devoir de protéger les autres femmes des troupes alliées. La fermeture de ces maisons closes officiellement parrainées a été ordonnée en janvier 1946, lorsque les autorités d'occupation ont interdit toute forme de prostitution « publique » tout en déclarant que cette pratique était antidémocratique et violait les droits de l'homme des femmes concernées. La fermeture des maisons closes a pris effet quelques mois plus tard et il a été reconnu en privé que la principale raison de la fermeture des bordels était l'énorme augmentation des maladies vénériennes parmi les soldats.

### Viols avérés par les forces américaines

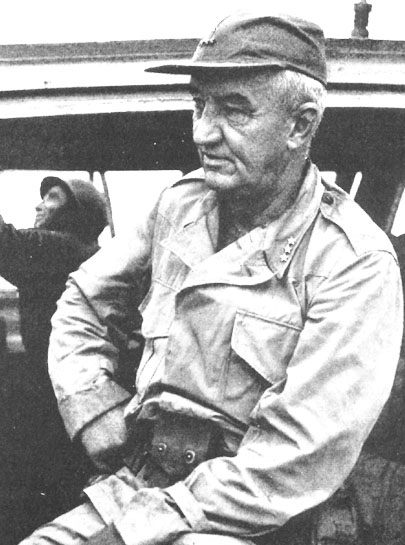
Robert L. Eichelberger rapporte la suppression par ses troupes de la garde d’auto-défense japonaise.

Selon John W. Dower, précisément comme l'avait espéré le gouvernement japonais quand il a créé les établissements de prostitution, tant que le RAA était en place, « l'incidence du viol est resté relativement faible étant donné la taille énorme de la force d'occupation ». Toutefois, il y a eu une par la suite une forte hausse des maladies vénériennes quand par exemple dans une unité de l'armée, 70 % des hommes ont été testés positif pour la syphilis et 50 % pour la gonorrhée, ce qui a conduit l'armée américaine à interdire la prostitution.
Le nombre de viols a augmenté après la fermeture des maisons closes, peut-être de huit fois ; Dower indique que « selon un calcul, le nombre de viols et d'agressions sur les Japonaises a atteint environ 40 par jour tandis que le RAA était en service, puis est passé à une moyenne de 330 par jour après qu'il y a été mis fin au début de 1946 . Buruma affirme que, bien qu'il soit probable que plus de 40 viols aient eu lieu chaque jour, « la plupart des Japonais auraient reconnu que les Américains étaient beaucoup plus disciplinés que ce qu'ils avaient craint, surtout en comparaison avec le comportement de leurs propres troupes à l'étranger ».
Selon Terèse Svoboda, « le nombre de viols signalés a explosé » après la fermeture des maisons closes et elle y voit la preuve que les Japonais avaient réussi à supprimer les incidents de viol en fournissant des prostituées aux soldats. Svoboda donne un exemple où les installations du R.A.A. étaient actives mais certaines pas encore prêtes à ouvrir et « des centaines de soldats américains ont fait irruption dans deux de leurs installations et violé toutes les femmes ». Selon Svoboda, il y a eu deux grands cas de viols massifs enregistrés par Yuki Tanaka à l'époque où les bordels du RAA ont été fermés en 1946.
Selon Tanaka, peu avant minuit le 4 avril, environ 50 GIs arrivés en 3 camions ont pris d'assaut l'hôpital Nakamura dans le quartier Omori. S'élançant au signal d'un coup de sifflet, en une heure ils ont violé plus de 40 patientes et environ 37 personnes du personnel hospitalier. Une des femmes violées avait un bébé âgé de deux jours qui a été tué en étant jeté au sol et des patients de sexe masculin qui ont tenté de protéger les femmes ont également été tués.
Selon Tanaka, le 11 avril, entre 30 et 60 soldats américains ont coupé les lignes téléphoniques d'un bloc de logements dans la ville de Nagoya et violé simultanément de « nombreuses filles et femmes âgées de 10 à 55 ans ».
Michael S. Molasky, chercheur en littérature japonaise, en langue et en jazz, indique dans son étude des romans japonais d'après-guerre et autres littérature de gare, que bien que le viol et d'autres crimes violents était répandue dans les ports tels que Yokosuka et Yokohama au cours des premières semaines de l'occupation, selon les rapports de la police Japonaise, le nombre d'incidents a diminué peu après et le viol est devenu peu commun pendant le reste de l'occupation.

« Jusqu'à ce point, les événements rapportés sont plausibles. Les soldats américains stationnés à l'étranger ont commis (continuent) des enlèvements, des viols et même des assassinats, bien que de tels incidents ne sont pas très répandus dans la partie continentale du Japon pendant l'occupation. Les dossiers de la police japonaise et des études journalistiques indiquent que les crimes les plus violents commis par des GIs se sont produits dans des ports tels que Yokosuka durant les quelques premières semaines suivant l'arrivée des Américains en 1945 et que leur nombre a fortement diminué par la suite. Le passage ci-dessus relatif à la chasteté souligne également les questions qui sont essentielles à un examen sérieux de la prostitution dans le Japon d'après-guerre : par exemple, la collaboration entre la police et les autorités médicales dans l'application d'un régime ou d'une discipline contre les femmes travaillant à l'extérieur de la sphère domestique, l'exploitation économique du travail des femmes par la prostitution réglementée et la valorisation patriarcale de la chasteté jusqu'au point où il ne reste aux victimes de viols peu d'alternatives, sinon la prostitution ou le suicide,. »

1,336 viols ont été signalés durant les 10 premiers jours de l'occupation de la préfecture de Kanagawa. Tanaka rapporte qu'à Yokohama, capitale de la préfecture, il y a eu 119 viols documentés en septembre 1945.
Les historiens Eiji Takemae et Robert Ricketts indiquent que « lorsque les parachutistes américains ont atterri à Sapporo, une orgie de pillage, de violences sexuelles et de bagarres en état d'ivresse s'en est suivie ». Les viols collectifs et autres atrocités sexuelles ne sont pas rares et certaines des victimes de viol se sont suicidées ».
Le général Robert L. Eichelberger, commandant de la 8e armée des E.U, rapporte que dans un cas où les Japonais avaient formé une garde d'auto-assistance pour protéger les femmes contre les GIs au repos, la huitième armée a ordonné que des véhicules blindés soient disposés en ordre de bataille dans les rues, que les meneurs soient arrêtés et ceux-ci ont reçu de longues peines de prison,.
Selon Dower, « plus que quelques incidents » d'agressions et de viols n'ont jamais été signalés à la police.

### Viols avérés par les forces d'occupation du Commonwealth britannique
Selon Takemae et Ricketts, des membres des forces d'occupation du Commonwealth britannique (BCOF) ont également été impliqués dans des affaires de viols :

« Une ancienne prostituée se souvient que dès que les troupes australiennes sont arrivées à Kure au début de 1946, ils ont « traîné les jeunes femmes dans leurs jeeps, les ont emmenées dans la montagne puis les ont violées. Je les entendais crier à l'aide presque tous les soirs ». Un tel comportement était monnaie courante mais les nouvelles des activités criminelles par les forces d'occupation ont rapidement été supprimées. »

Les troupes australiennes, britanniques, indiennes et néo-zélandaises présentes au Japon au sein des Forces d'occupation du Commonwealth britannique (BCOF) ont également commis des viols. Le rapport officiel du commandant des BCOF indique que les membres des BCOF ont été reconnus coupables d'avoir commis 57 viols dans la période de mai 1946 à décembre 1947 et 23 autres entre janvier 1948 et septembre 1951. Aucune statistique officielle sur l'incidence des crimes graves au cours des trois premiers mois de présence des BCOF au Japon (février à avril 1946) n'est disponible. L'historien australien Robin Gerster soutient que, bien que les statistiques officielles sous-estiment le niveau des crimes graves parmi les membres des BCOF, la police japonaise ne transmet souvent pas les rapports qu'elle reçoit aux BCOF et que les crimes graves qui sont signalés font l'objet d'enquêtes par la police militaire des BCOF. Les sanctions infligées aux membres des BCOF reconnus coupables de crimes graves ne sont « pas sévères » cependant et celles imposées aux Australiens sont souvent atténuées ou annulées par les tribunaux australiens.

#### Témoignage d'un officier australien
Allan Clifton, officier australien qui fait office d'interprète et d'enquêteur criminel écrit :

« Je me tenais à côté d'un lit à l'hôpital. Une jeune fille y était allongée, inconsciente, ses longs cheveux noirs étalés en un tumulte sauvage sur l'oreiller. Un médecin et deux infirmières travaillaient à la ranimer. Une heure auparavant, elle avait été violée par une vingtaine de soldats. Nous l'avons trouvée là où ils l'avaient laissée, dans un recoin de terrain vague. L'hôpital se trouvait à Hiroshima. La jeune fille était japonaise. Les soldats étaient australiens. Les gémissements et lamentations avaient cessé et elle était calme maintenant. La tension tourmentée sur son visage s'était dissipée et la douce peau brune était lisse et sans rides, teinté de larmes comme le visage d'un enfant qui a pleuré pour dormir. »

Quant à la justice australienne, Clifton écrit à propos d'un autre viol dont a été témoin un petit groupe de joueurs de cartes :

« Devant la cour martiale réunie pour l'occasion, l'accusé a été reconnu coupable et condamné à dix ans de réclusion criminelle. Conformément à la loi militaire, la décision des tribunaux a été transmise en Australie pour confirmation. Quelque temps plus tard, les documents ont été retournés marqués « Condamnation annulée en raison de preuves insuffisantes ». »

### Censure des médias japonais
Selon John Dower, Les autorités alliées d'occupation ont imposé une importante censure aux médias japonais, du mois de septembre 1945 jusqu'à la fin de l'occupation du pays en 1952, y compris l'interdiction de couvrir de nombreuses questions sociales sensibles et les crimes graves tels que les viols commis par des membres des forces d'occupation. La censure s'est renforcée et a crû au cours des mois en s'éloignant de son objectif initial de suppression des idées militaristes et ultra-nationalistes en supprimant aussi tout ce qui était perçu comme étant « de gauche » ou même prenant une distance critique vis-à-vis de la politique américaine.
Selon Eiji Takemae et Robert Ricketts, les forces d'occupation alliées ont supprimé les informations relatives aux activités criminelles telles que les viols. Le 10 septembre 1945, le SCAP a émis des « codes de conduite pour la presse et la pré-censure interdisant la publication de tous rapports et statistiques » « incompatibles avec les objectifs de l'Occupation ».
Selon Teresa Svoboda, la presse japonaise a signalé des cas de viols et de pillages durant les deux premières semaines de l'occupation, ce à quoi l'administration d'occupation a répondu par une « rapide censure de tous les médias ».
Après l'occupation, les magazines japonais ont publié des comptes-rendus de viols commis par des militaires américains.

#### Forces alliées
- Crimes de guerre des Alliés
  - Viols durant l'occupation de l'Allemagne
  - Viols durant la libération de la France
  - Viols durant la seconde invasion de la Pologne par l'Armée rouge
  - Incident Yumiko-chan
  - Association pour les loisirs et l'amusement
  - Crimes de 1944 en Ciociarie

#### Forces japonaises
- Crimes de guerre du Japon Shōwa
  - Femmes de réconfort
  - Massacre de Manille
  - Massacre de Nankin
  - Politique des Trois Tout (Sanko sakusen)

#### Forces nazis
- Bordels des camps allemands pendant la Seconde Guerre mondiale